# CPS-3

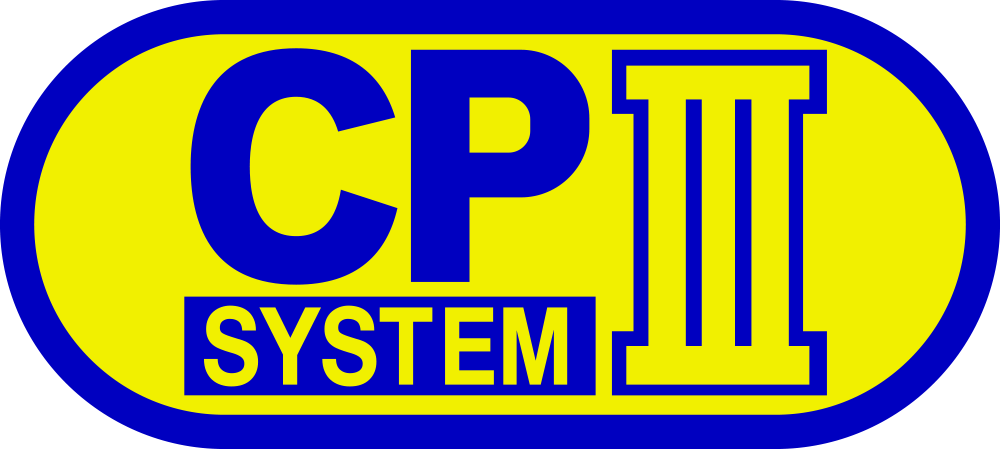
CPS-3 ou Capcom Play System 3.

CPS-3 ou Capcom Play System 3 é uma placa de arcade lançada pela Capcom em 1996 com o jogo Red Earth (também conhecido como Warzard). Era na época um sistema com capacidades 2D sem paralelo; muitos fãs de jogos de luta ficavam impressionados com a fluidez na animação em jogos como Street Fighter III e outros para o sistema, que foi o último fabricado pela Capcom (que passaria a utilizar outras plataformas como o Sega NAOMI e o System 246).
A CPS-3 possui um mecanismo de segurança e proteção anti-cópia complexo. Os jogos são distribuídos em um CD que contém os dados do jogo criptografados e um cartucho de segurança alimentado por bateria com uma chave de desencriptação e a BIOS do jogo. Ao ser ligado pela primeira vez, o conteúdo do CD é copiado para um banco de memória na placa do sistema, e depois é desencriptada pelo cartucho de segurança. O cartucho é extremamente sensível a qualquer tentativa de modificação, que faz com que a chave seja apagada tornando o cartucho inútil.
A CPS-3 não foi um sucesso de vendas e teve apenas seis jogos produzidos para ela. Os donos das casas de arcade não gostavam da fragilidade da placa principal; a CPS-3 não resistia bem a choques mecânicos ou elétricos. Além disso, o jogo deixava de funcionar assim que a bateria no cartucho de segurança perdia sua carga, tendo de ser substituída ao custo do dono. Outro ponto negativo foi o fato da CPS-3 ser capaz apenas de produzir gráficos 2D em uma época em que a maioria dos jogos era criada com gráficos 3D. O custo do sistema era maior que o das outras placas de arcade e acredita-se que programar para a CPS-3 era mais difícil que o normal.
Em junho de 2007, o método de criptografia da placa foi quebrado por Andreas Naive, via engenharia reversa. Suas descobertas possibilitaram a emulação do sistema pelos emuladores MAME e Nebula.

## Especificações técnicas
- CPU principal: Hitachi SH-2 (HD6417099) a 25 MHz
- Armazenamento:
  - Drive de CD-ROM SCSI
  - RAM (quantidade variável)
  - Flash ROM: 8 x 16 MiB
- CPU de som: desconhecido; proprietário
- Chip de som: Estéreo, 16 canais 8-bit
- Paleta de cores: 32768 (15-bit color, RGB 555)
  - Total de cores simultâneas: 4096
- Resolução: 384×224 pixels / 496×224 (modo widescreen)
- Jogos conhecidos: 6

## Lista de jogos
| Lançamento | Desenvolvedor | Título ocidental                                     | Título japonês                                                           | Gênero       |
| ---------- | ------------- | ---------------------------------------------------- | ------------------------------------------------------------------------ | ------------ |
| 1999-09-13 | Capcom        | JoJo's Bizarre Adventure                             | JoJo no Kimyōna Bōken Miraie no Isan (ジョジョの奇妙な冒険 未来への遺産) | Jogo de luta |
| 1998-12-02 | Capcom        | JoJo's Venture                                       | JoJo no Kimyōna Bōken (ジョジョの奇妙な冒険)                             | Jogo de luta |
| 1996-11-21 | Capcom        | Red Earth                                            | Warzard (ウォーザード)                                                   | Jogo de luta |
| 1997-02-04 | Capcom        | Street Fighter III: New Generation                   | Street Fighter III (ストリートファイターIII)                             | Jogo de luta |
| 1997-09-30 | Capcom        | Street Fighter III, 2nd Impact: Giant Attack         | Street Fighter III 2nd Impact (ストリートファイターIII 2nd Impact)       | Jogo de luta |
| 1999-05-12 | Capcom        | Street Fighter III, 3rd Strike: Fight for the Future | Street Fighter III 3rd Strike (ストリートファイターIII 3rd Strike)       | Jogo de luta |